# 陸奥国分寺
陸奥国分寺（むつ こくぶんじ）は、宮城県仙台市若林区木ノ下にある真言宗智山派の寺院。護国山医王院国分寺と号す。本尊は薬師如来。
聖武天皇の発願によって建立された国分寺の1つで、奈良時代の740年代頃に創建された。平安時代まで陸奥国の財政的支持を受けて大伽藍を維持したが、室町時代には著しく衰微した。真言宗になった時期は不明。17世紀初めに伊達政宗により再興され、1607年に建てられた薬師堂を中心に25坊を擁する大寺院として栄えた。明治時代に僧坊は1つを残して廃絶したが、薬師堂をはじめとする中心堂宇は維持された。
薬師堂は国の重要文化財に、古代の寺院跡は国の史跡に、境内付近は国の名勝にそれぞれ指定されている。薬師堂の南西の准胝観音堂（準胝観音堂）は、江戸時代に設定された仙台三十三観音の第25番札所である。

## 概要
8世紀半ばに陸奥国の国分寺として、国府がある多賀城からやや離れた位置に建立された。中心伽藍の敷地は2町（約240メートル）四方で、南から南大門、中門、金堂、中門と金堂の間を接続する回廊、講堂、僧坊などの建物があり、金堂の東方には七重塔があった。文献史料により、貞観11年（869年）の貞観地震で被害を受けたこと、貞観15年（873年）頃に人心の動揺を鎮めるため五大菩薩像が造られたこと、承平4年（934年）に七重塔が落雷を受け、火災で失われたことが知られる。
鎌倉時代に不動明王像・毘沙門天像・十二神将像が製作され、現在まで伝世する。名取郡にある熊野堂新宮寺の一切経制作にも参加者があり、活発な動きが察せられる。しかし南北朝時代には「草堂一つのほか何もなし」と言われるほどに衰退した。
戦国時代には地元の領主国分盛重によって小規模な薬師堂が建てられ、本尊を納める厨子が制作された。この頃までに真言宗を宗派とし、金銅製の小さな薬師如来像を本尊とした。
17世紀初めに伊達政宗が大規模な造営を行ない、慶長11年（1607年）完成の薬師堂を中心に25坊を擁する大寺院として再興した。再興後は学頭坊（筆頭）・別当坊・院主坊の3坊が交代で寺務を執った。1月7日の夜に、本尊がある厨子の扉を年一夜だけ開く「七日堂」という行事があり、多数の参拝者で賑わった。隣接する白山神社を鎮守とし、その別当として3月3日の祭礼を取り仕切った。後に境内には準胝観音堂という仏堂も造られた。
明治時代には仙台藩の保護を失い、廃仏の風潮もあって急激に衰退し、25坊のうち24が廃絶した。唯一残った別当坊が、薬師堂の管理と陸奥国分寺の名を単独で引き受けた。この経緯から、元別当坊の建物群と薬師堂・仁王門は少し離れたところに位置している。
1950年代の発掘調査で古代寺院の伽藍配置の重要部分が判明し、その後も開発に伴う小規模な発掘調査が続いている。歴史的に貴重な文化財としては、鎌倉時代の作と推定される不動明王像・毘沙門天像・十二神将像、江戸時代に建てられた薬師堂・仁王門・鐘楼・准胝観音堂が現存する。このうち薬師堂は国の重要文化財に指定されている。古代寺院の跡としては、昔から知られていた塔の礎石と、発掘調査で見つかった回廊の礎石が見られる。

## 歴史

### 創建
仙台の近辺には、国分寺以前に2つの寺が開かれた。1つは南の郡山廃寺、もう1つは北の多賀城廃寺（観世音寺）で、いずれも国府の付属寺院である。国分寺の創建時には存在したが、今日までには廃絶している。

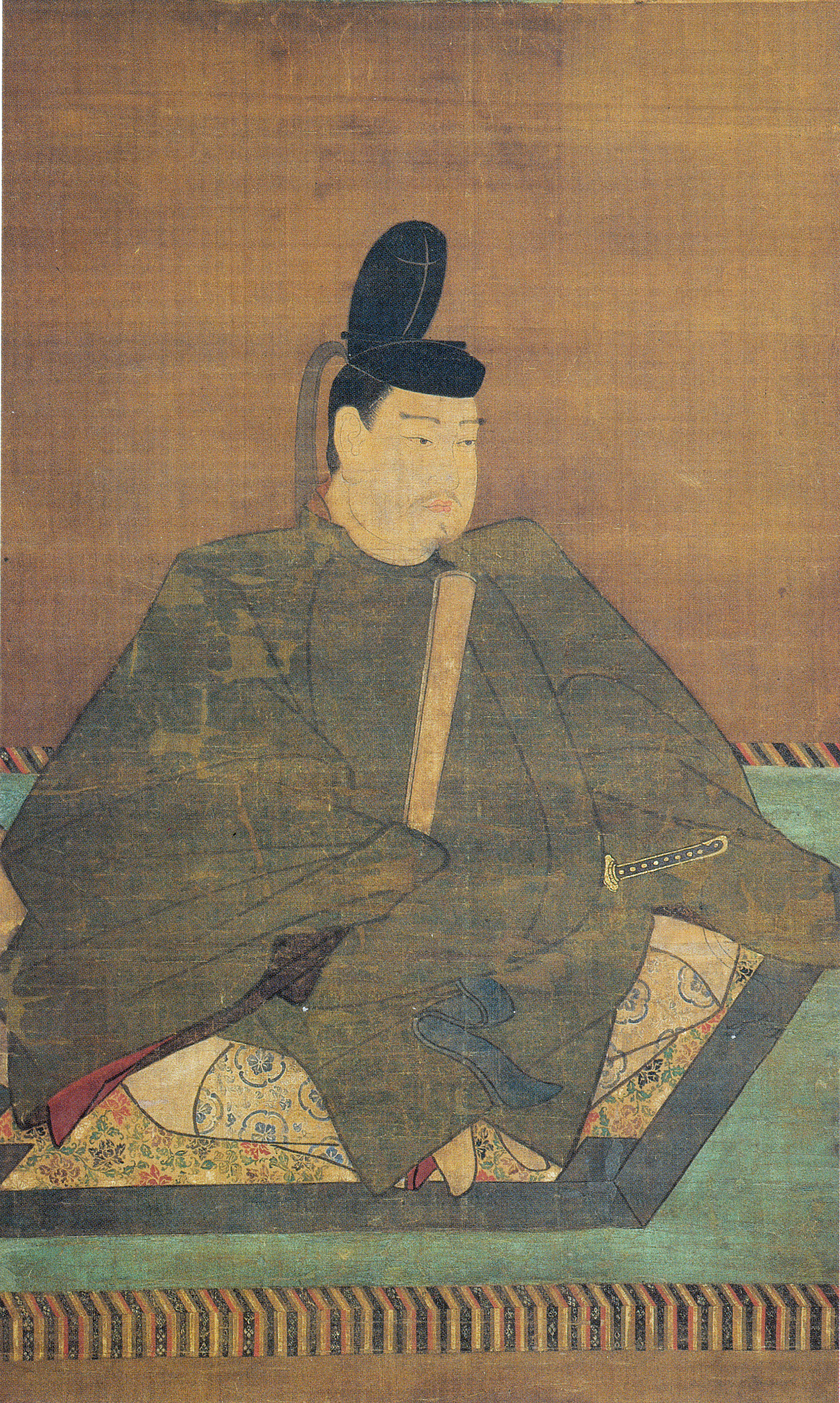
聖武天皇像

日本全国の国分寺と国分尼寺は、天平13年（741年）に聖武天皇が諸国に1つずつ造るよう命じたものである。しかし、詔が出てすぐに建てられたわけではなく、正確な創建年は明らかでない。出土遺物からの推定では、740年代から750年代とされる。
陸奥国分寺は、既に上記の国府附属寺院が存在したためか、国府がある多賀城から9.5キロメートル離れて置かれた。南小泉遺跡と呼ばれる古くからの集落の北である。建設の位置は、現在の国分寺と同位置に重なる。八脚門の形式をとる南大門、その北に方形の回廊でつなげた中門と金堂、北に建つ講堂、東に建つ七重塔は、いずれも瓦葺の礎石建物であった。これらは僧侶も気軽に立ち入れない空間であり、僧坊などの僧侶の生活を支える建物は、掘立柱建物で作られた。寺院の方形の敷地は築地か材木列で仕切られた。当時は一般の人々が寺の中に入って参拝する機会はなかったとされる。

### 平安時代
国分寺の寺域の外には、寺と何らかの関わりがある人が竪穴建物に住んでいた。東に隣接する国分寺東遺跡で、9世紀頃とされる2つの竪穴建物と「講院」?・「佛」・「東」・「西」の字が書かれた土器が検出されている。
貞観11年（869年）5月26日に陸奥国は貞観地震と津波に見舞われた。このときは国分寺も損害を被ったと推定される。また貞観15年（873年）には、陸奥国が俘夷（蝦夷）が不穏な動向を見せているため官吏・民衆が動揺していると報告し、五大菩薩像を造って国分寺に安置して人々を落ち着かせたいと提案したため、12月7日にこれが許可された。その像は現在には伝わっていない。
延長5年（927年）成立の『延喜式』によれば、陸奥国分寺には陸奥国の収入である租稲のうち毎年4万束が与えられていた。
承平4年（934年）閏1月15日に、七重塔が雷火で失われた。これを伝える『日本紀略』には記されないが、このとき塔の頂点の銅製の飾りが地面に落下し、地中深く逆さまに突き立ったことが、出土した現物によって明らかになった。

### 鎌倉時代
寺伝では、文治5年（1189年）に奥州合戦の戦場になって焼け落ちたとされるが、その真偽は不明である。
鎌倉時代の前期に、不動明王像・毘沙門天像・十二神将像の14体の木像が一具で造立された。地元東北で作られたと考えられる。当時はこれらに釣り合う大きさの薬師如来木像が本尊としてあり、その脇侍として不動明王像・毘沙門天像、さらに囲んで十二神将があったと想像される。
また、名取郡にある熊野堂新宮寺に伝わる一切経の1巻（『続高僧伝』巻第5）に、陸奥州国分寺西院に住む生年20歳の僧摩訶衍房が寛喜2年（1230年）2月12日に書写し終えたとする奥書がある。年代不明だが「国分寺禅議房」なる名も別の巻（『続大唐内典録』）に見られ、鎌倉時代に国分寺の僧が新宮寺の事業に加わったことがわかる。
史書にはまったく現われないが、十余りの仏像を一斉に制作し、別院を設けるだけの繁栄が、当時の陸奥国分寺にはあったのであろう。しかし、鎌倉時代に国分寺を外護したのが誰かは明らかでない。室町時代に陸奥国分寺周辺を支配したのは国分氏で、系図類がそれを鎌倉時代以降のことだとするので、系図に従って国分氏とする説もあるが、国分氏の起源をそこまで遡れないとする説もある。

### 室町・安土桃山時代
観応2年（1351年）に奥州を旅した僧宗久は、国分寺はすたれて草堂1宇のほかに何もない、と『都のつと』に記した。この頃、国分寺は荒廃しきっていたようである。しかし、後世に政宗が再建した堂宇と奈良時代の国分寺の伽藍との位置関係をみると、現存の仁王門は奈良時代の南大門と同位置、現存の薬師堂は奈良時代の講堂と同位置に建てられており、古代国分寺の伽藍の位置が正確に伝えられていたことがわかる。
室町時代の国分寺周辺は国分淡路守ら国分氏が支配した。国分氏は禅宗に傾倒し、禅寺の保寿寺を開かせてそこを自家の牌寺とした。
永正11年（1514年）に作られたとみられる、 中世の有力武士留守氏の一族余目家に伝来した『奥州余目記録』の中に「國分薬師堂かやくよう（萱供養）のとき」という記載がある。「薬師堂」と呼ばれる茅葺きの建築物があったと推測される。
後に国分盛重が陸奥国分寺の衰微を見て、殿堂を建てたが、古代寺院の繁栄には及ばなかった。天正13年（1585年）に、別当坊の宥松を願主とし、藤原政重（国分盛重）らのために、西中坊の紹隆が薬師如来像を納めるための小厨子を造った、この時代にも、複数の坊に住まう僧が協同して寺の活動が続けられたのであろう。この小厨子に納められたのが現在の本尊と見られるが、元の本尊がいつどのような事情で失われ、これに代わったのかは明らかでない。
この頃までには国分寺は隣にある白山神社を鎮守とし、3月3日の祭礼で流鏑馬を執り行った。この白山神社は、国分寺の境内に創建された。

### 伊達政宗による再興

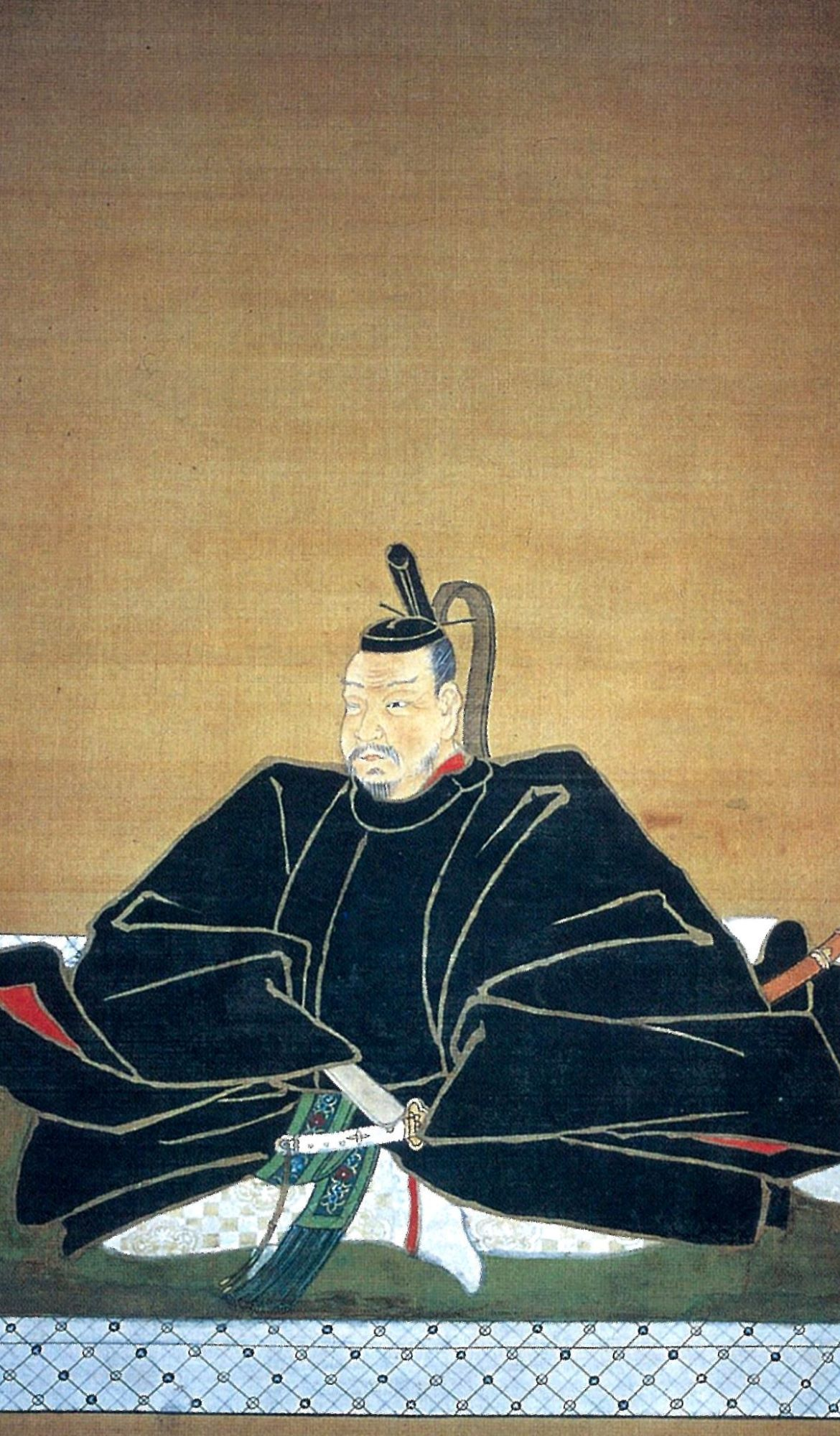
伊達政宗像

慶長5年（1601年）に仙台城を築いた伊達政宗は、続けて領内で様々な土木工事を起こした。陸奥国分寺の再建もその1つである。歴史学者の推測では、陸奥国分寺の再建は、中尊寺・瑞巌寺の再建と同じく領内の名刹を再建・保護するという宗教政策の一環であったとされる。
再建工事は、慶長10年（1605年）から12年（1607年）まで足掛け3年がかかった。作事奉行は新野宮内左衛門元茂と白石縫殿助玄佐、鍛冶は島田惣八郎宗次、大工は和泉国比根（日根か）に住む駿河守宗次、頭領は利右衛門宗吉と三右衛門家次であった。その年の10月24日、関係者の参列を得て、学頭坊の宥海、別当坊の実永、院主坊の宥養が新しい薬師堂と白山神社の建物に神仏を移した。
また、政宗はそれまで周辺に散在していた僧坊（学頭・別当・院主の3坊、子院22）を集めて国分寺の周りに整然と配置した。さらに杉の木1万本を植え、4万銭の地を寄付した。その後、寛永6年（1629年）に鐘を鋳造させて鐘楼に置き、国分寺の復興を成し遂げた。

### 江戸時代
仙台藩では、家臣の家格の整備に付随して、寺格という寺の格付けも作られた。その中で、国分寺学頭は最高の御一門格、別当と院主はそれより2つ下がる中級家臣クラスの着座格とされた。
薬師堂の東には白山神社があり、西には多くの僧院が連なった。薬師堂の南西には伊達宗村が准胝観音堂（準胝観音堂とも）を建立し、准胝観音像を置いた。これは仙台三十三観音の第25番札所とされた。33の札所にはそれぞれの寺に関連づけてよまれた御詠歌があり、陸奥国分寺のものは「いさぎよや　おきて正しく　よしあしを　分けゆく国の　道芝のつゆ」である。
真言宗の習いで本尊は内陣の厨子に納めて人目に触れさせず、年に一度だけ厨子の扉を開いて本尊を見せた。正月元旦から7日まで僧が修正会を行った最終日、7日めの夜の寅の刻（午前4時頃）のしばらくの間である。これを「七日堂開帳」といい多数の参拝者が訪れた。
3月3日の白山神社の祭礼も人出が多かった。当時は神仏習合の時代で、白山権現は仏法を、この場合は陸奥国分寺を守護する神とされていた。
古代国分寺の塔跡には、その中心の柱の礎石があってその窪みに水がたまっていた。それを白山の御手洗いの水とも称し、眼病と悪瘡に効くとされた。土中から現れる古い瓦は、硯に作られた。

### 近現代

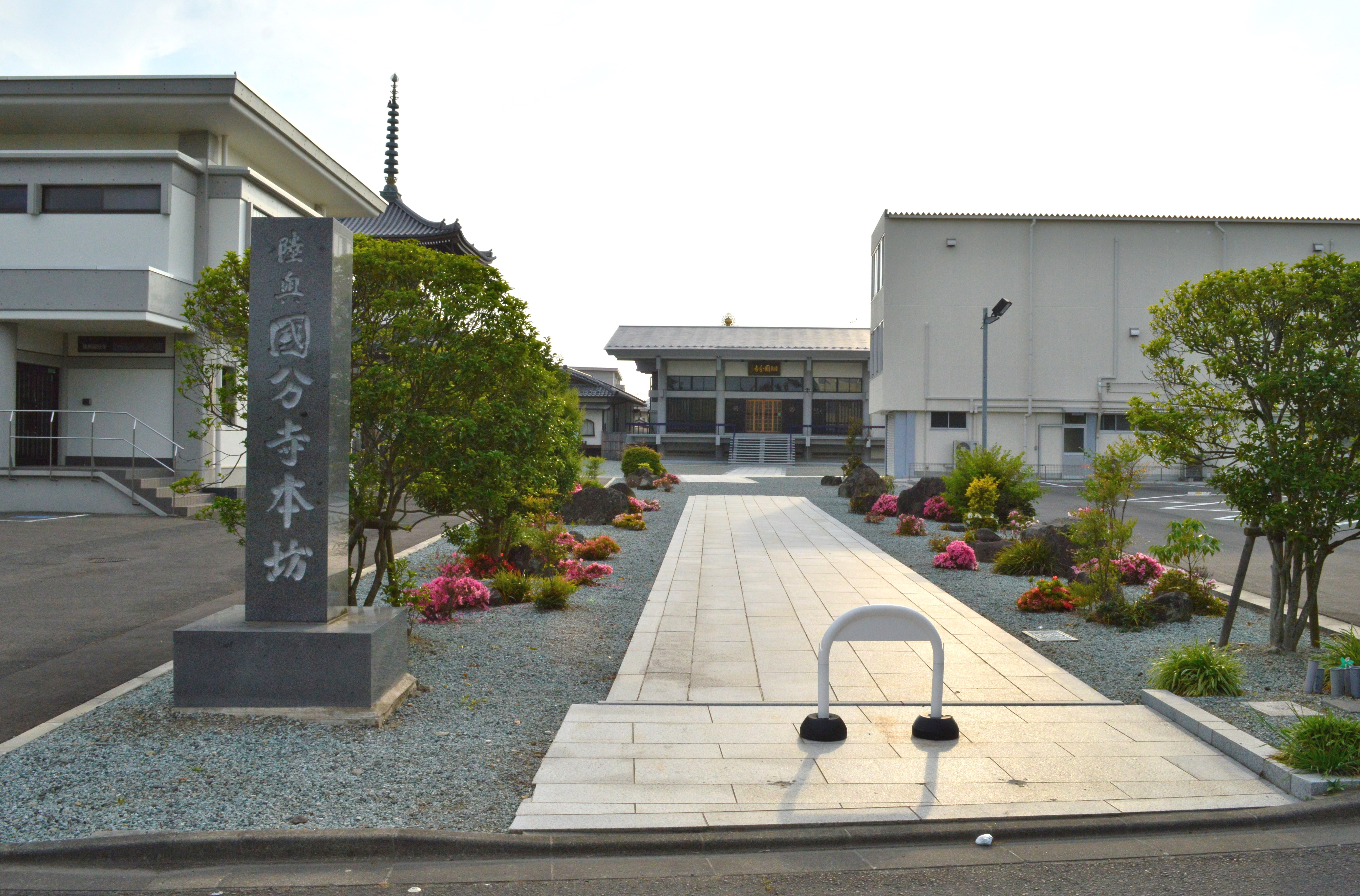
現在の国分寺本坊（旧別当坊）

明治時代に廃仏の風潮が盛んになり、それまで藩から得た収入を絶たれると、旧仙台領の大寺院は急激に衰微した。国分寺もその例に漏れず、僧院のほとんどが廃絶した。唯一残った別当坊が陸奥国分寺の名を伝え、薬師堂の管理を続けた。後に別当坊は名を「国分寺」と改めた。
古代寺院の址としては、七重塔の心礎と若干の礎石が地表に露出しており、それが五重塔跡として伝えられていた。1932年（昭和7年）に、近所に住む郷土史家松本源吉が礎石を実測し、心礎を含む7個が元の位置にあると推定した。瓦片は地元の考古学研究者・愛好者によって採取された。
1934年（昭和9年）12月に、国分寺は内務省告示によって風致地区に指定された。
1955年（昭和30年）から1959年（昭和34年）の5年間にわたり、宮城県教育委員会、仙台市、河北文化事業団、陸奥国分寺協賛会が共同で発掘調査を実施した。発掘を指揮したのは東北大学の伊東信雄で、毎年夏休みを利用して4年計画のところ、大きな成果が得られたため1年延長して5年がかりになった。金堂・回廊・講堂・中門・鐘楼・経楼・南大門・僧坊・塔・東門・築地塀・僧坊跡、さらに不明の建物が確認された。かつての伽藍の3分の2にあたる。これにより、国分寺の規模（およそ方約800尺（2町四方）と推定）と寺の主要建造物のすべてが明らかになった。こうした成果は、以後の国分寺遺跡調査・研究の参照点になった。塔の発掘では、逆さに地中に突き立つ約2メートルの青銅の柱が見つかった。塔の頂につける相輪の部品で、熱で溶けた痕があった。承平4年（934年）の火災で焼け落ちて地面に突きささったものと推定された。
1986年（昭和61年）6月に、国分寺の南東端から南に約60メートルの所に住宅が建てられることになり、15平方メートルを発掘したが、何も出なかった。
2000年（平成12年）には、仙台市により「わがまち緑の名所100選」の1つに「薬師堂周辺」として選定された。
2015年（平成27年）には、国により、日本遺産「政宗が育んだ”伊達”な文化」の構成文化財「おくのほそ道の風景地」の「木の下及び薬師堂」として、名勝に選定された。
「お薬師さんの手づくり市」という縁日が開かれている。

### 年表
- 天平13年（741年） - 聖武天皇が諸国に国分寺の建立を命じる。
- 貞観11年（869年）5月26日 - 陸奥国に地震。国分寺に被害。
- 貞観15年（873年）9月23日 - 陸奥国が国分寺に五大菩薩像を造ることを願う。
- 承平4年（934年）閏1月15日 - 雷火で七重塔を焼失。
- 文治5年（1189年） - 奥州合戦。伽藍全焼の伝えあり。
- 寛喜2年（1230年）2月12日 - 西院の摩訶衍房が名取郡新宮寺のための『続高僧伝』巻第5を書写。
- 観応2年（1351年） - 宗久の通過。「草堂一宇」のみ。
- 天正13年（1585年） - 藤原政重（国分盛重）が本尊を納める小厨子を製作させた。
- 慶長10年（1605年） - 伊達政宗による再建工事始まる。
- 慶長12年（1607年）10月24日 - 薬師堂の完成式。
- 寛永6年（1629年） - 伊達政宗が鐘楼を建て、新鋳の鐘を置いた。
- 承応2年（1653年）6月18日 - 伊達宗実が国分寺院主に入り、翌日出る。他家の足軽を傷つけた家士を切腹させられたため、退転しようとしたところ、引き留められて寺に入ったもの。（『義山公治家記録』）
- 明暦2年（1656年）11月23日 - 戍の刻（午後8時頃）に国分寺学頭坊で火事。（『義山公治家記録』）
- 延宝9年（1681年）3月3日 - 伝説の18伽藍跡に石碑を立てた。
- 1903年（明治36年）4月15日 - 内務省告示第29号により、薬師堂が古社寺保存法に基づく特別保護建造物（文化財保護法における「重要文化財」に相当）に指定された[45]。
- 1904年（明治37年）8月 - 薬師堂の修理が竣工。
- 1934年（昭和9年）12月 - 陸奥国分寺が風致地区に指定された。
- 1936年（昭和11年）11月 - 国分寺風致協会の創設。
- 1951年（昭和26年） - 国分寺保勝会の発足。
- 1955年（昭和30年） - 国分寺の発掘調査開始（1959年まで）。金堂跡、回廊跡を検出。
- 1956年（昭和31年） - 講堂跡を検出。
- 1962年（昭和37年） - 防災施設を設置[46]。
- 1986年（昭和61年）6月 - 国分寺の南東端を調査。
- 2000年（平成12年） - 仙台市が「わがまち緑の名所100選」に選出。
- 2015年（平成27年） - 陸奥国分寺薬師堂周辺が国指定名勝に選定。
- 2017年（平成29年） - 地底の森ミュージアム（仙台市）で企画展「陸奥国分寺展-発掘調査黎明期の挑戦者-」開催[47]。
- 2019年（令和元年） - 鐘楼の解体修理がはじまる[48]。

## 寺伝
近世の縁起類に記載される寺伝には、現代の歴史学では史実とは見なしがたい箇所が少なくない。寺伝と史実の相違を逐一記す煩を避けるため、以下に寺伝を歴史とは分けてまとめる。
伊達政宗が再建した頃の陸奥国分寺は、以前持っていたはずの文書を失っており、寺の歴史が不明な状態であった。古い寺伝としては、18世紀初めに仙台藩が伊達政宗の事績をまとめた『貞山公治家記録』（『伊達治家記録の一部』）を編纂したときに利用した縁起がある。その後国分寺の依頼で享保2年（1717年）に仙台の龍宝寺の住職、実政泰音が書いたのが、漢文の『奥州国分寺縁起』と漢字かな交じりの『護国山国分寺来由記』である。後にやはり龍宝寺の住職実源が『国分寺別当来由記』を記した。これらが寺伝として踏襲された。
寺伝によれば、陸奥国分寺は聖武天皇の詔によって建てられた。創建には行基が関与しており、脇侍の日光菩薩・月光菩薩像は行基が自ら彫ったものである。行基が泊まったところは別当坊として後世に引き継がれた。七堂伽藍を備えた寺の周りには三千の僧坊が連なった。別の伝によれば、創建された天平期に国分寺には十八伽藍も作られた。あわせて七堂大伽藍、十八紺殿などという。
寺は白山神社の神から土地を借りる形で建てられた。あるいは、神社の別当として建てられたともいう。
後に円仁が来て、元、国分寺の読師の寺だったものを再興し、院主坊とした。国分寺はそのとき天台宗になった。円仁は9世紀の人である。
平安時代末には奥州藤原氏の保護を受け、運慶作の十二神将像が制作された。
文治5年（1189年）の奥州合戦で、藤原泰衡は国分寺のそばにある鞭楯（榴岡）に本陣を置いた。彼が敗走したとき、8月12日に国分寺は戦火にかかり、数百の院が1日で燃え尽き、わずかに薬師像と十二大将の像だけが救い出された。寺僧は2つの小堂を作って一方に薬師像、他方に白山神社の神体を置き、20余区の草堂を作って住んだ。
さらに後に宥日が講師の寺を再興して学頭坊とし、真言宗に宗派を変えさせた。宥日は15世紀の人である。
伊達政宗による再建は、以前に国分寺の薬師如来が与えた加護への返礼である。『貞山公治家記録』には、国分寺僧侶の説として、政宗が朝鮮に渡った時（文禄・慶長の役）、薬師如来と十二神将が船の中に顕現し、不思議の瑞相を示したのが機縁であったという話を紹介する。また、或る記によるとして、次のような話も載せる。渡海の折に政宗の船に、「中国に渡りたい」と願った国分寺の僧が乗り込んできた。政宗は僧に航海の無事を祈らせて便乗を許した。この僧は帰りの船が出る時にも現れて同乗した。後、政宗が帰国してからこの僧のことを国分寺に尋ねたところ、該当者はいなかった。政宗は「薬師如来が現れて守護してくれたのだ」と得心したという。後に国分寺の僧の依頼で書かれた『奥州国分寺縁起記』、国分寺の僧が書いた『七倶胝仏母准胝観音大士堂蔵修縁起外紀』は、後説を敷衍している。

## 本尊
現在の本尊は、金銅製の薬師如来像である。秘仏とされて内陣の厨子に納められ、年に1度だけ公開されている（七日堂行事）。
本尊の脇侍には日光菩薩像・月光菩薩像が立つ。いずれも彫眼で彩色を施しており、一木造で、両菩薩像の背面には正保2年（1645年）5月5日の日付と「奥州住寛慶円信」の陰刻銘があり、この頃の制作とされる。これら2躯は仙台市登録有形文化財に登録されている。
また、近代まで本尊の脇侍として十二神将ならびに不動明王、毘沙門天が内陣の須弥壇上に安置されていた。これらの像は現在、仙台市博物館に寄託されている。

## 主な行事

### 七日堂・修正会

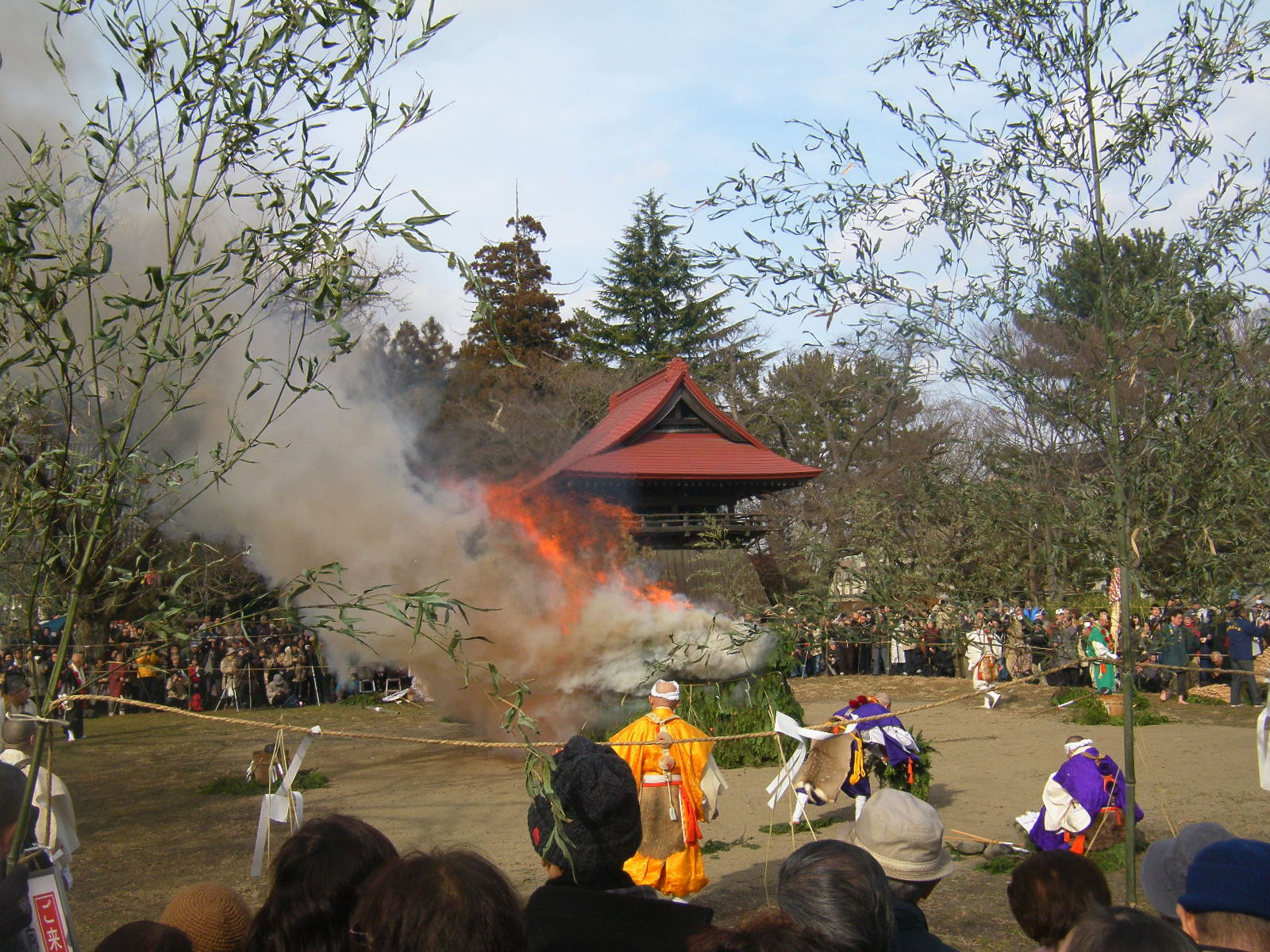
2009年の七日堂（背景は鐘楼）

江戸時代には、前年末日から続く修正会の最後の締めくくりとして、1月7日夜に一般に本尊を開帳した。これを「七日堂」と呼び、人出が多い盛んな祭りであった。
江戸時代の享保2年（1717年）頃には、厨子の扉が開かれている間に参拝者が金銭米帛の類を投げる慣わしがあった。うまく厨子に入ると僥倖があるとされた。後には、僧が長い棒の先についた御神印を参拝者に向けてさしかけ、参拝者が手に持つ紙に朱判をもらい、それが安産の守りになるという行事があった。明治時代にかけて、仙台には「朝観音に夕薬師」という言葉があり、1月7日の朝に満願寺の観音堂に詣で、夕方から国分寺の薬師堂に参詣するという習慣があってそれぞれ賑わった。

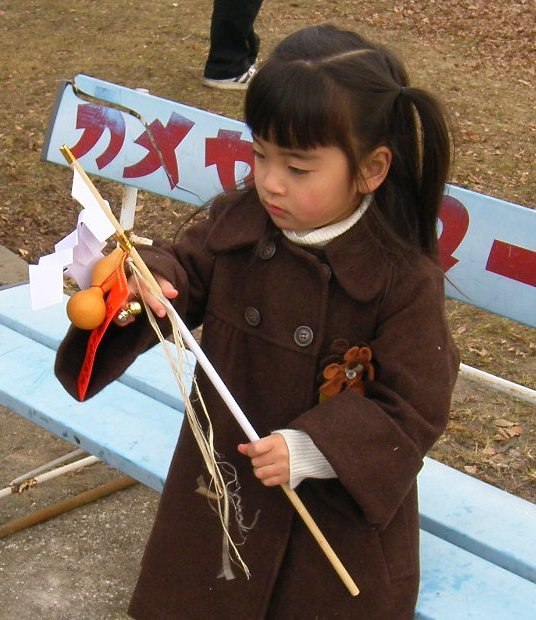
ぼんぼこ槍（2009年）

露店で売られたボンボコ槍は、竹の先に瓢箪と吹流しを付けたもので、防火のお守りであった。かつてはこの日に薬師堂に積み上げられただるまをもらい、段を転がして持ち帰って自宅で祭ると子供が息災になるとされた。持ち帰っただるまは翌年2つにして返す慣わしであった。さらに、国分寺ではこの日に蘇民将来の厄除け札を配った。六角にした小さな木の塔の各面に、「大福」「長者」「蘇民」「将来」「子孫」「人也」と書いたものであった。後には「ソミンソーライ」と書いた八角形の木の札に変わった。当日はなぜか口を濡らすのがよいと言われており、縁日ではだるまにちなんだ達磨子飴など食べ物がよく売れたという。達磨子飴は明治の末頃（1910年頃）まで売られていた。木下駒は馬の形の木製の玩具で、これもよく売られた。
現代の陸奥国分寺では2月11日に七日堂修正会が開かれ、年に1度の本尊開帳の瞬間に、信者が金銭米帛を投げ込む。棒につけてではないが、朱印を紙に押してもらう。その後、境内で火を燃やしてそのあとを歩いて通る火渡りを行っている。人出が多く、屋台が出て食べ物を売るのは昔と変わらない。だるまを倍にして返す風習は現代にはないが、境内で青色の松川だるまを売っている。ボンボコ槍も形を少し変えて売られている。

### 白山神社祭礼
白山神社の創建は不明だが、室町時代にはさかのぼるようである。旧国分寺の境内にあり、現在の国分寺薬師堂と隣り合わせ、江戸時代まで国分寺が別当をつとめていた。白山神社の祭は3月3日にあり、国分氏の旧臣が流鏑馬を披露した。
江戸時代には、流鏑馬の後に国分寺の各坊から出た僧が、鎧を身につけ剣を抜き、薬師堂のまわりで舞った。これを太平楽とも堂巡りともいった。かつて伊達政宗が大崎義隆と戦って旗色が悪くなったとき、薬師寺の使いである48人の僧兵が現れて助太刀し敵を蹴散らした故事によるという。戦国時代に伊達軍が大崎合戦で苦戦したのは事実だが、その戦いに政宗自らが出陣したことはなく、僧兵が加わったとされる合戦もないので、史実ではない。

## 寺の伽藍

### 古代の国分寺

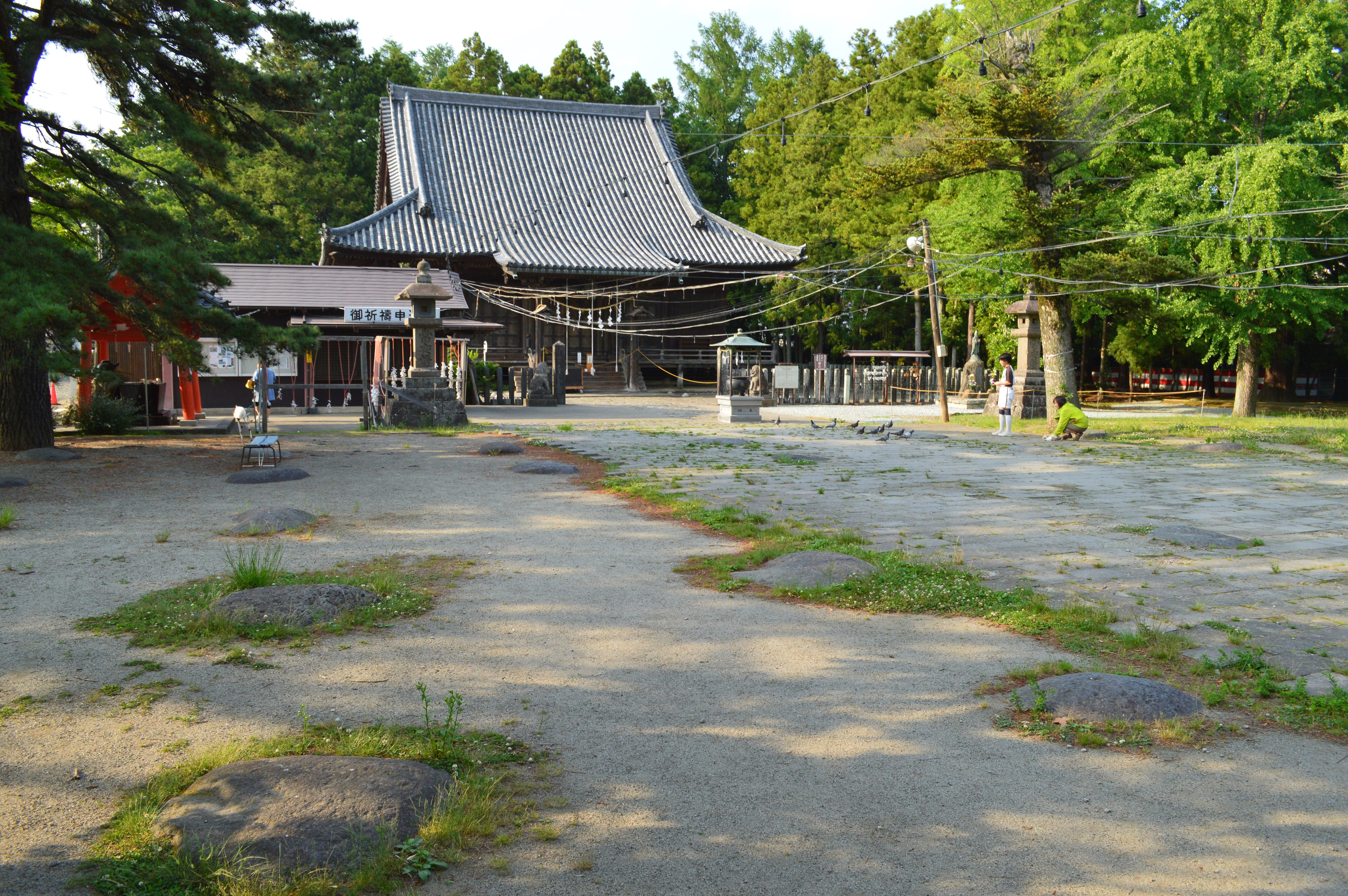
手前に金堂の礎石。向こうの建物は近世の薬師堂

創建時の寺院の遺構としては、塔や回廊などの礎石を今も見ることができる。発掘調査からは次のような伽藍配置が判明している。
寺域は築地塀をめぐらせて画した正方形で、242メートル（800尺）四方と推定される。南辺の中点に正門たる南大門をおく。今、仁王門があるところである。
門をくぐると長方形の回廊があり、回廊の北側中央に金堂が建ち、左右に回廊が接続する。金堂は本尊が置かれた重要な建物である。左右に回廊が接続して中門に通じるのが陸奥国分寺の特徴である。
金堂の右（東）、回廊の外に離れて塔跡があり、文献により七重塔と知られる。七重塔の周りにも回廊がめぐらされていた。
左で塔と対となる位置、現在は準胝観音堂があるところにも何か建物があったようだが、その性格は不明である。
金堂の奥には講堂がある。金堂と講堂の間の空き地の右には鐘楼、左には経楼があった。ここまで述べた建物はみな瓦葺きで、性格不明の建物を除けば礎石建物でもある。
講堂の背後には、東西に細長い僧坊が置かれた。その左右にも建物があり、性格は不明だがやはり僧坊ではないかと推測されている。発掘調査が及んでいない北3分の1の空間にも、僧坊、浴室、厨、倉庫などの建物が建てられていたことが想定される。これらは瓦葺きの掘立柱建物である。

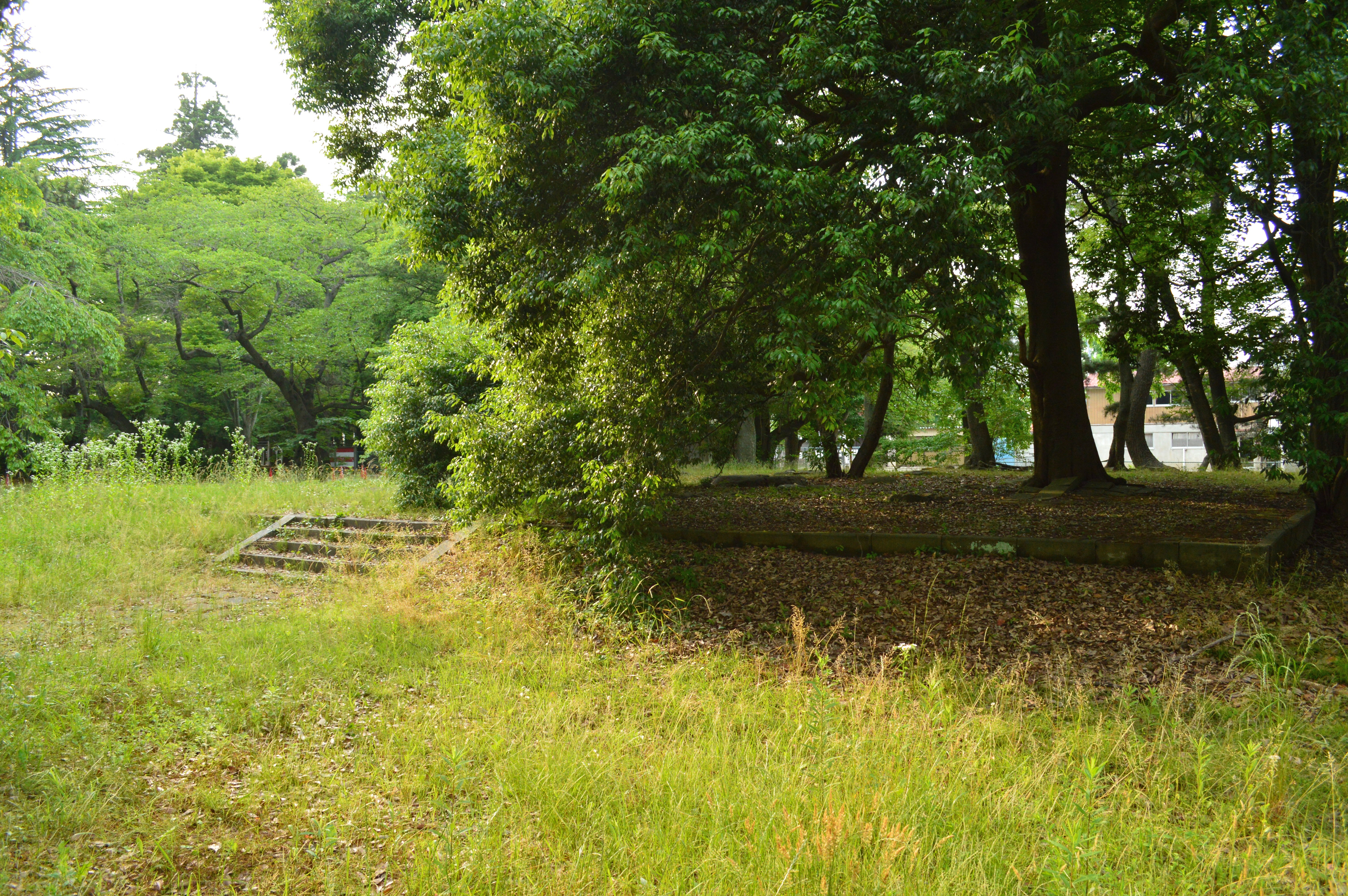
七重塔跡
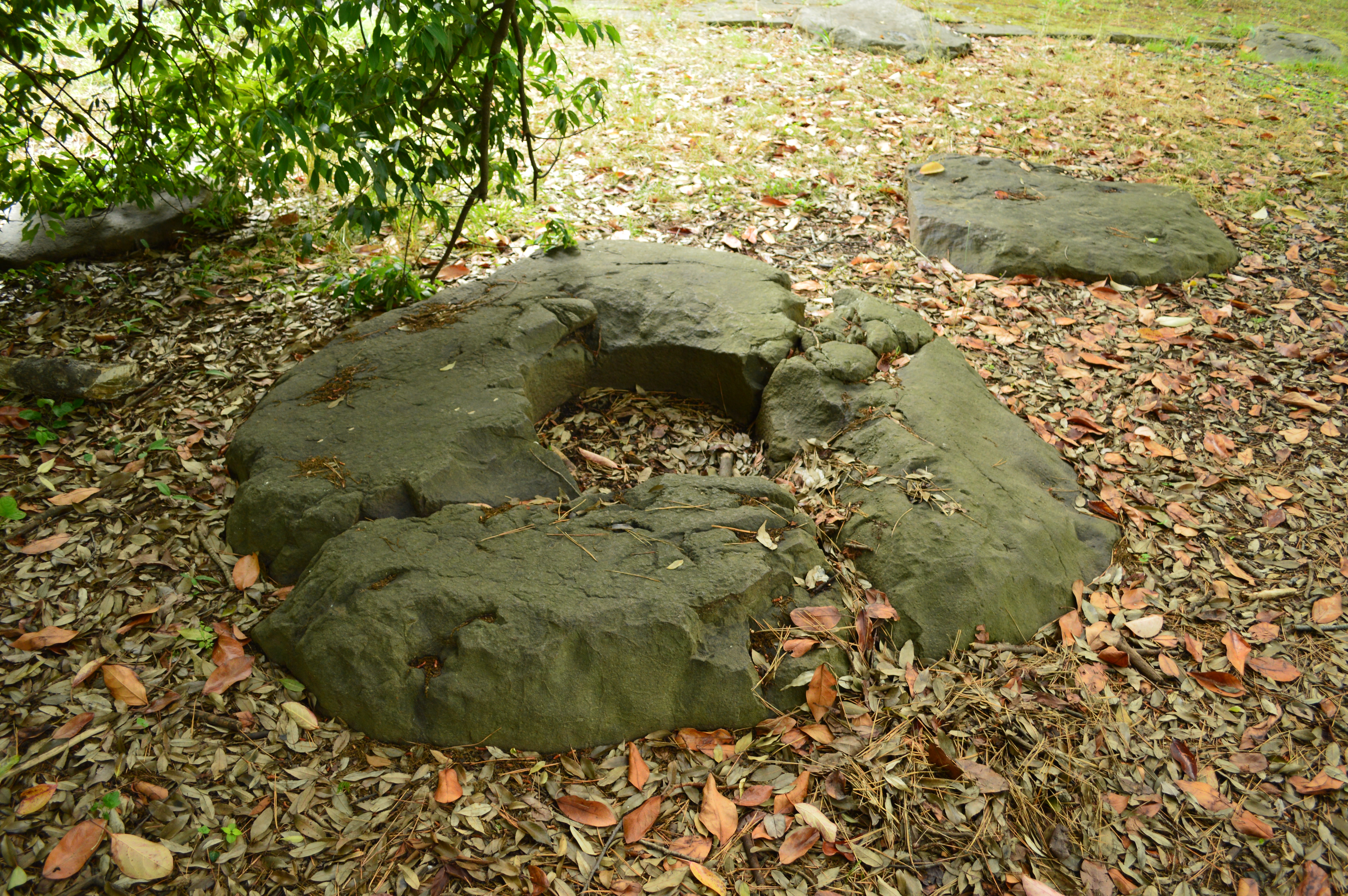
塔心礎
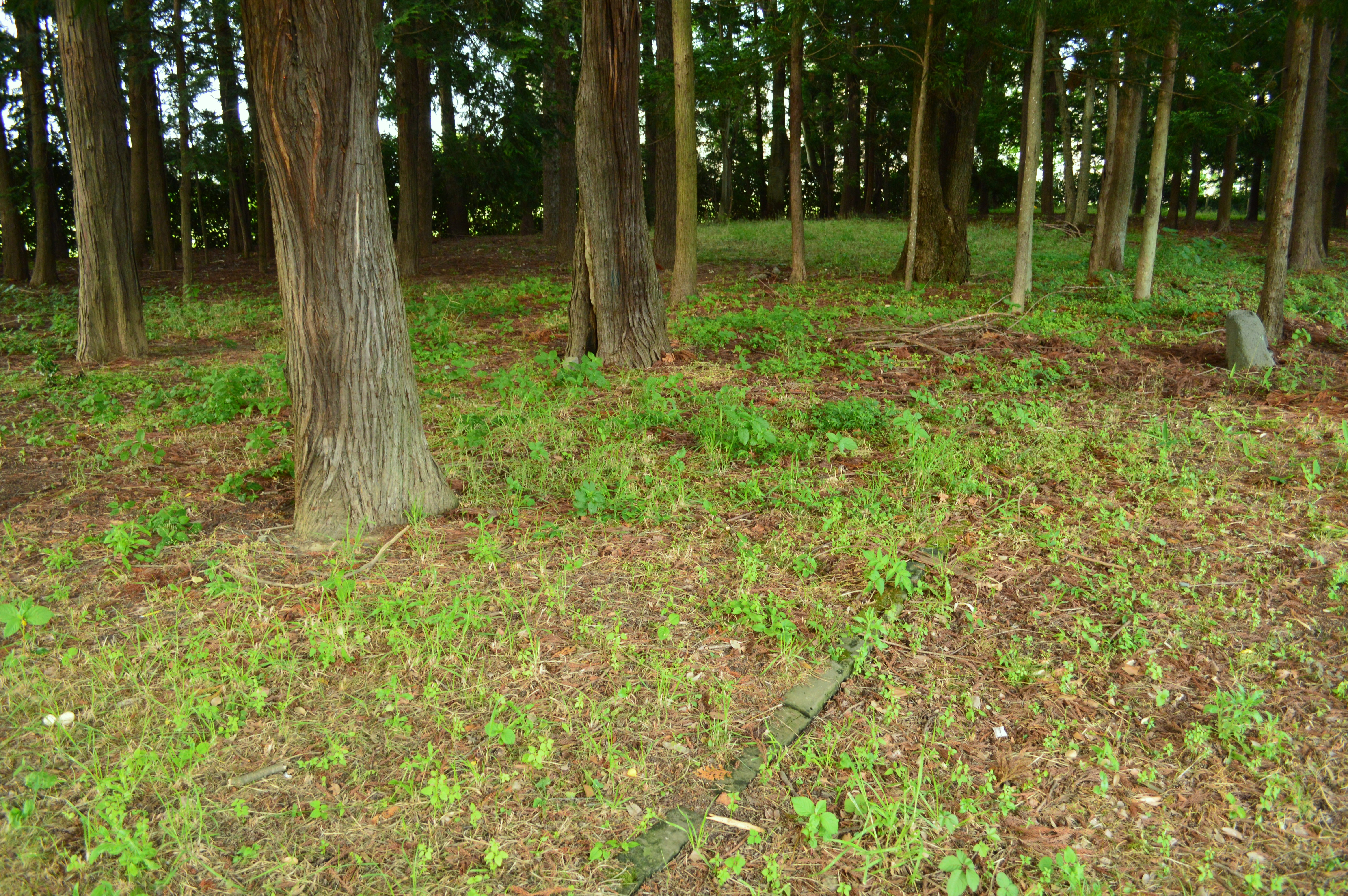
僧坊跡
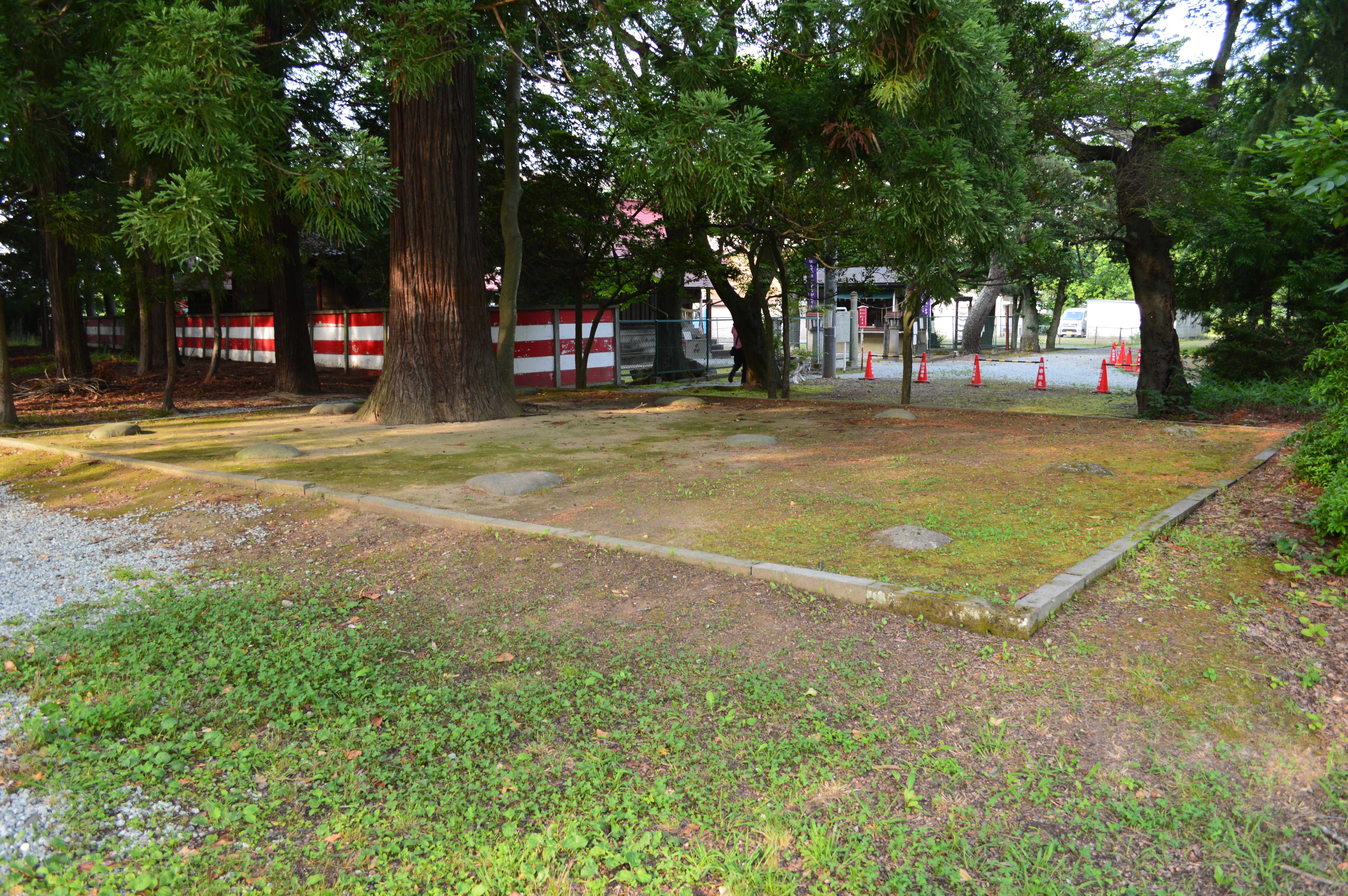
鐘楼跡
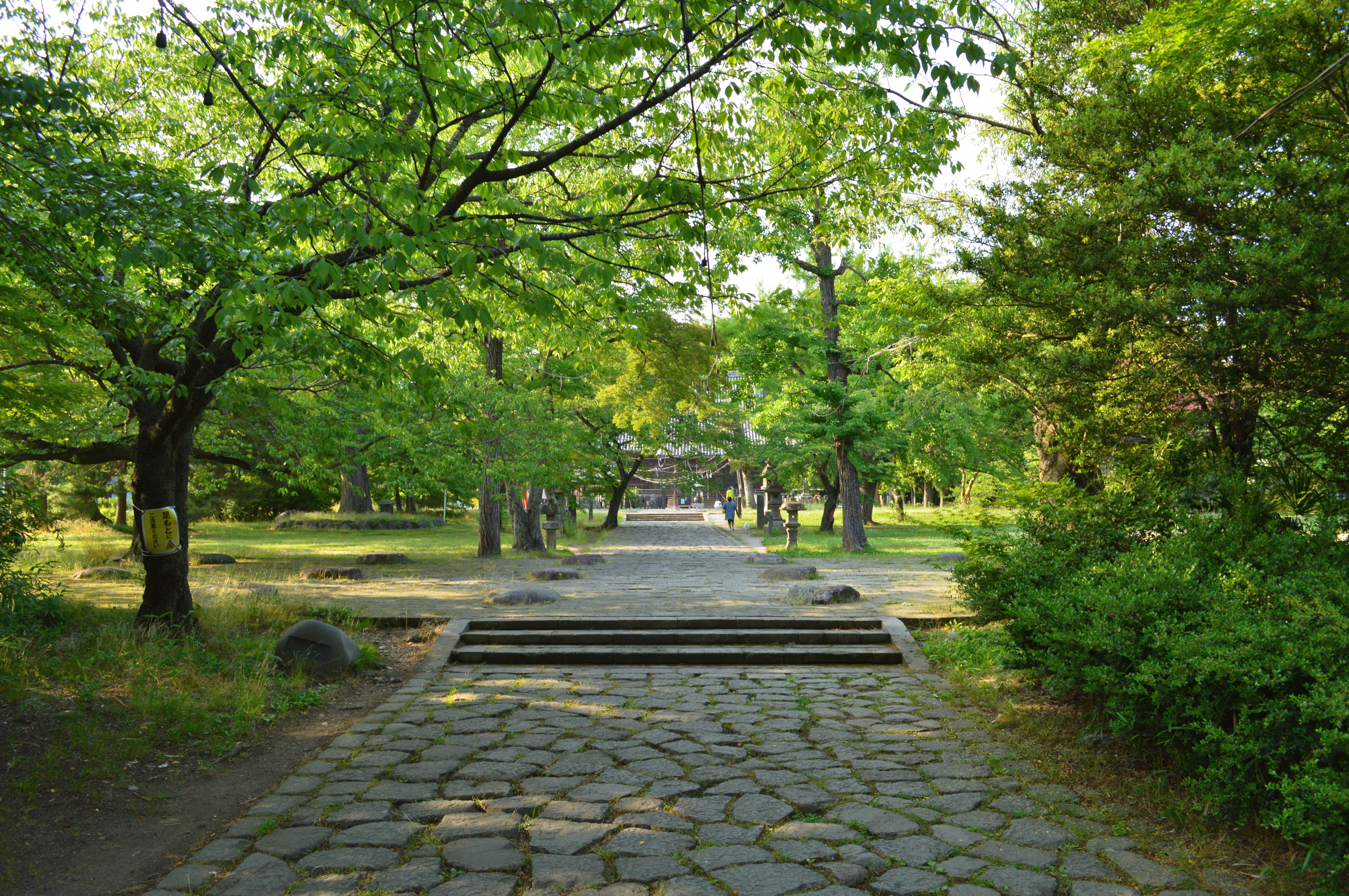
中門跡と参道
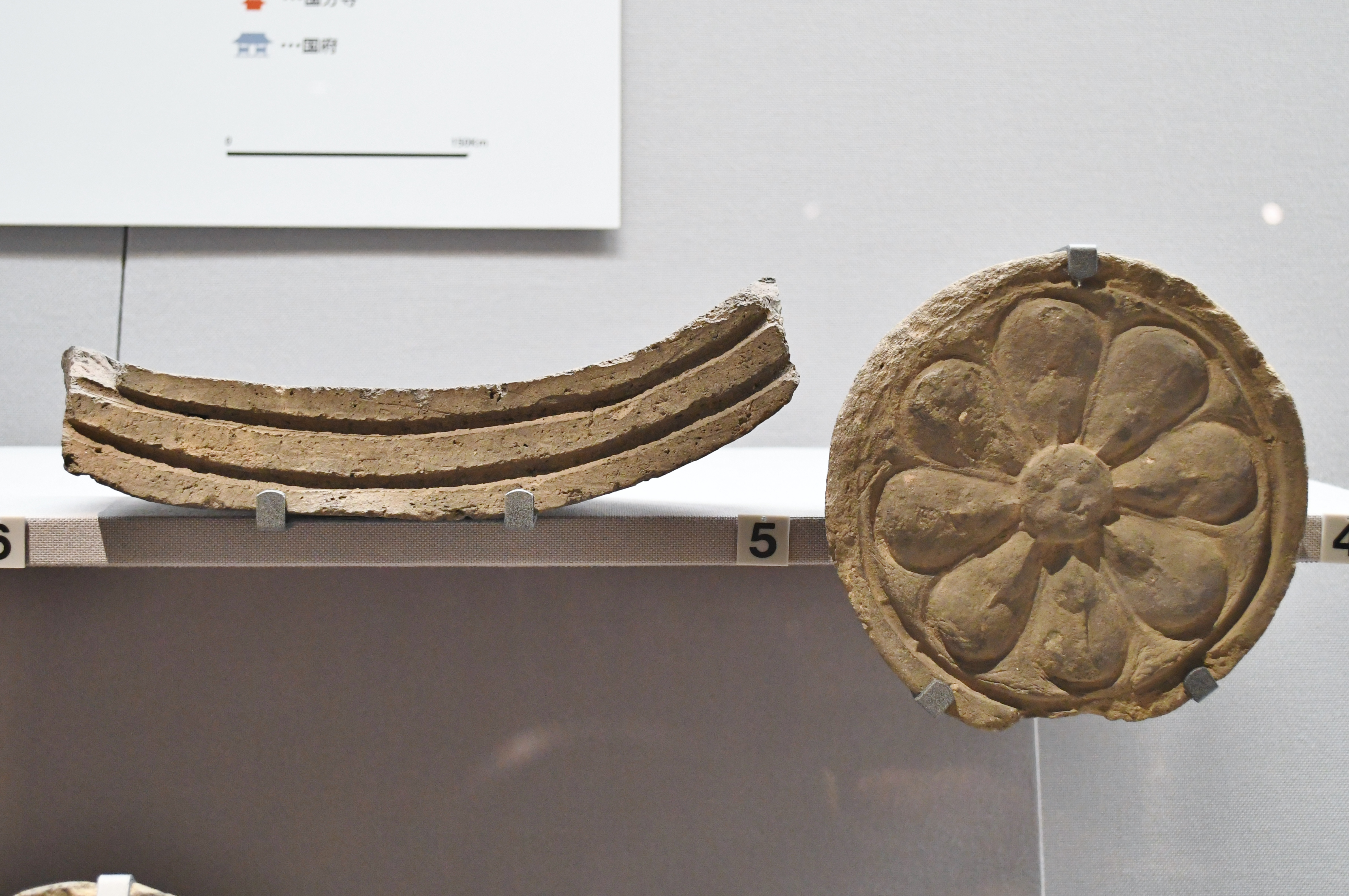
軒瓦 東京国立博物館展示。

### 近世以降の国分寺

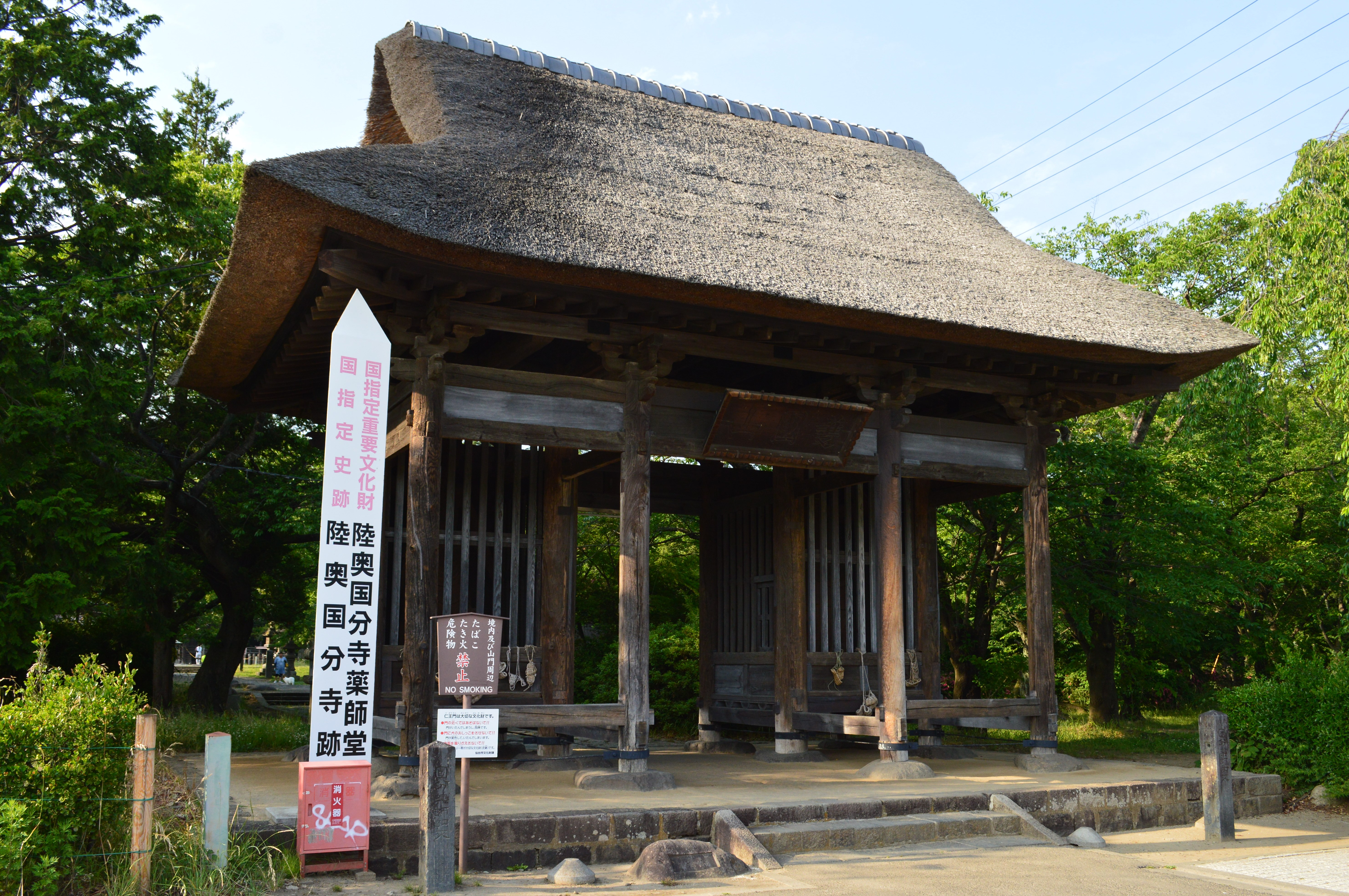
仁王門（宮城県指定文化財）古代の南大門跡に重複。

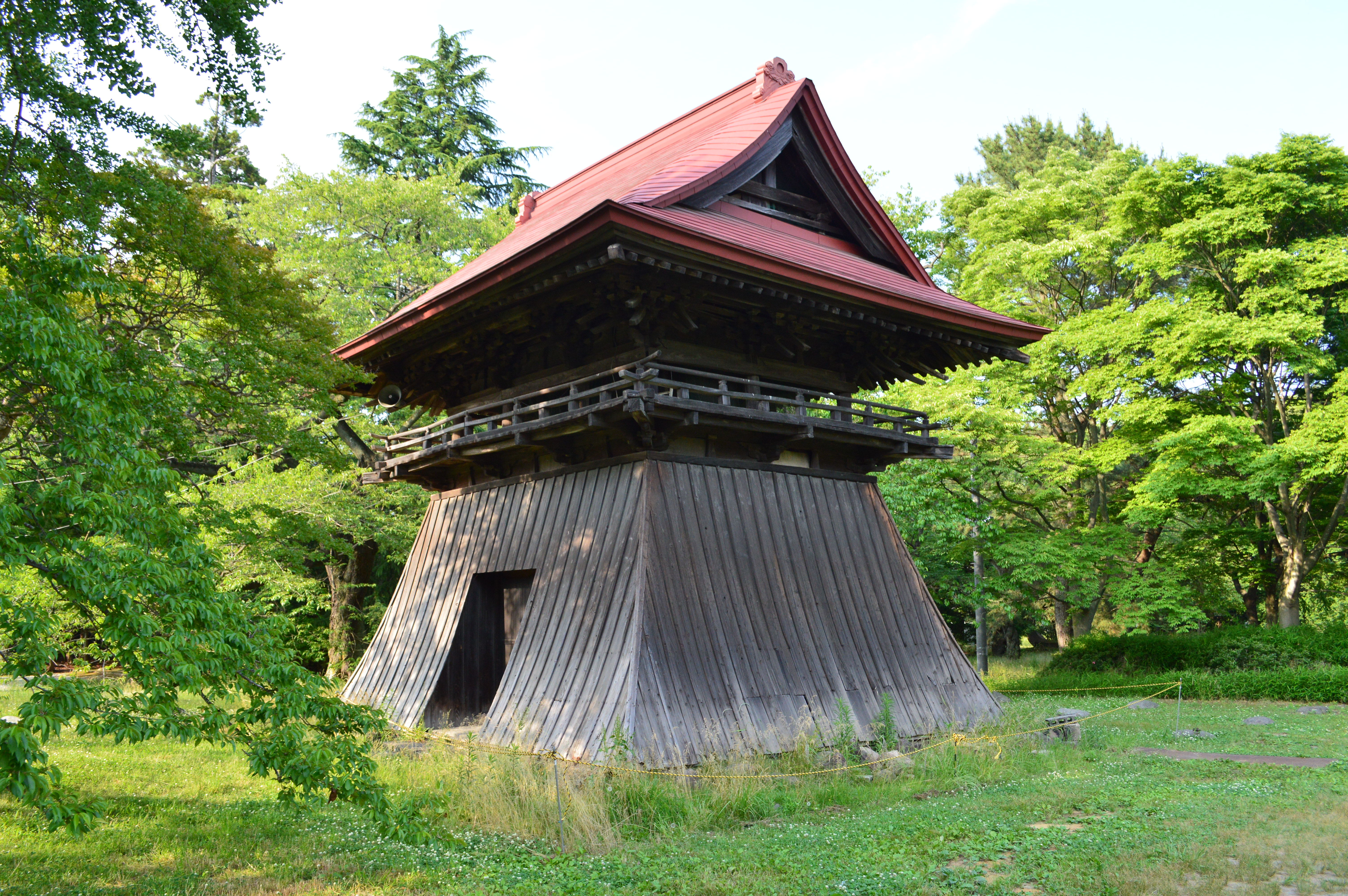
鐘楼（仙台市指定有形文化財）

中世の陸奥国分寺の姿は不明。伊達政宗の再建以後は、薬師堂を中心としてその東に白山神社を置く配置になった。伝説の18堂のうち、再建されずにいる17堂の跡地には、国分寺の僧によって記念の石碑が建てられた。堂が安置した観音などの名を中央に大きく刻み、上に梵字、左右に建立の年月を記したもので、一部は今日まで残っている。

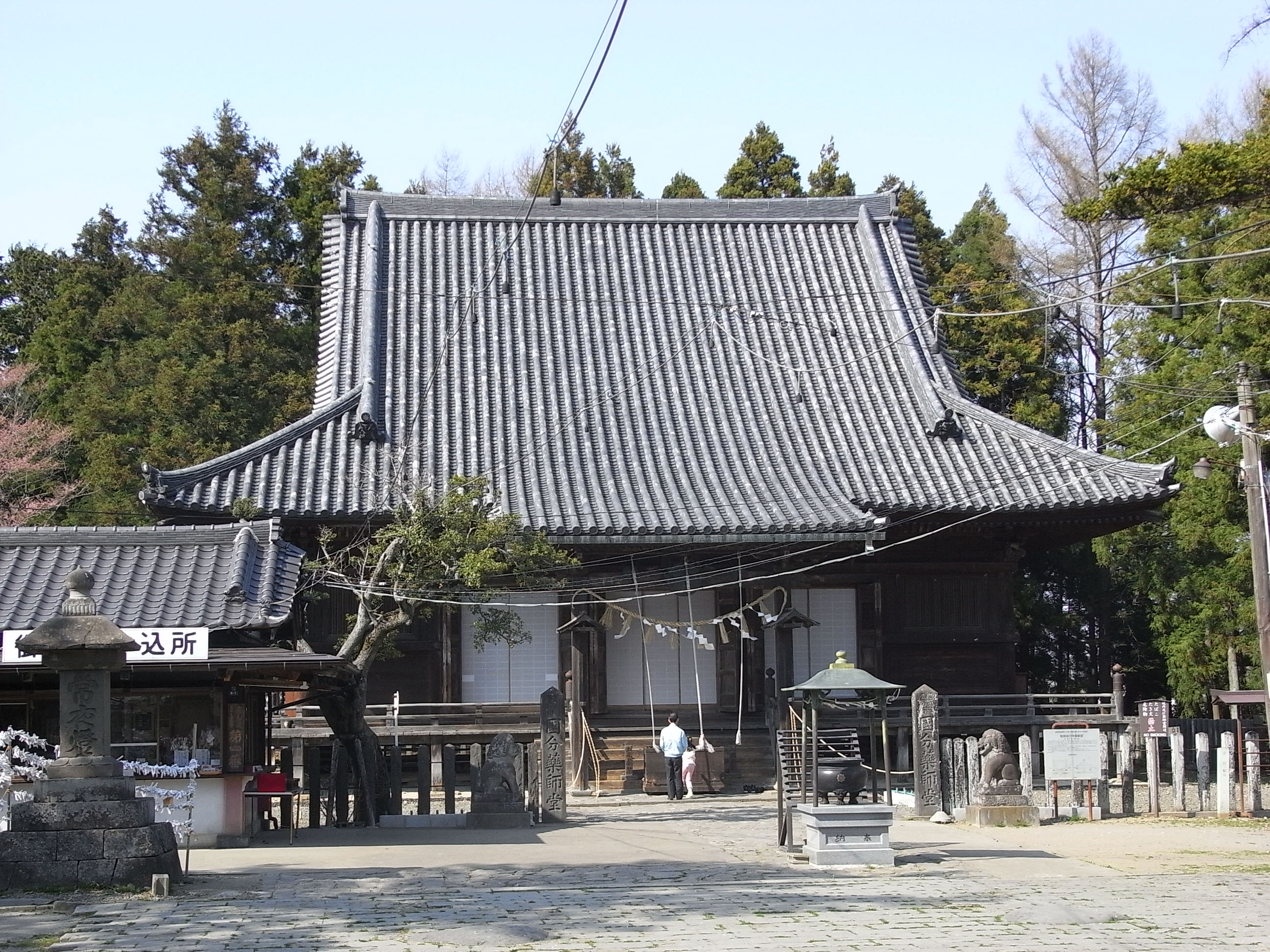
薬師堂（国の重要文化財）

現在にも見る主な堂宇は次の通り。
薬師堂
古代国分寺の講堂跡に位置する。江戸時代の慶長12年（1607年）の建立。 桁行5間・梁間5間の入母屋造で、屋根は本瓦葺であり、向拝1間を付す。桁行・梁間とも14.93メートルの規模を持つ。桃山時代の建築だが、外観は彩色を施さぬ素木造、建物内部の装飾もこの時代のものとしては抑え目で、同じ時期に政宗が建てた他の寺社建築とは一線を画し、むしろ地味といってよい端正な造りである。外には勾欄付きの廻縁があり、慶長12年10月銘を有する擬宝珠が2つある。薬師堂の内部は中央を内陣、周りを外陣と区画して、内陣に須弥壇を築き、その上に絢爛たる装飾の家形の厨子と十二神将像を並べた。厨子の中に本尊である薬師如来像を置き、ふだんは扉を閉じて人目に触れさせなかった。内陣の柱には金箔を貼り、彫刻、飾金具、欄間の鮮やかに塗り、絢爛、複雑、多彩をきわめ、外観の簡素さと著しい対照をなす。薬師堂の南、かつて金堂や回廊があったところには元禄の頃には薬師堂と仁王門の間に長床があったが、後になくなった。この薬師堂は国の重要文化財に指定されている。
仁王門
薬師堂の南、古代国分寺の南大門跡に位置し、薬師堂と同じく江戸時代の慶長12年（1607年）の建立とされる。3間1戸の八脚門で、入母屋造であり、屋根は茅葺。古代の礎石を利用するが、古代の門と比べると規模は小さい。政宗による再建に伴い建てられたとするのが通説だが、ここだけ茅葺きであることなどから、それ以前の可能性も指摘される。この仁王門は宮城県指定有形文化財に指定されている
鐘楼
鐘楼堂は、金堂跡の東方に位置する。入母屋造銅板葺で、桁行3間、梁間2間の規模である。下層は袴状に板を張った袴腰付きであり、上層に高欄付の縁を持つ。 以前は江戸時代初期を下らない時期の建立と考えられていたが、2019年（令和元年）4月から2022年（令和4年）3月の解体修理によって、室町時代後期に建築され、江戸時代初期の伊達政宗による大規模な修理を受けて引き継がれた建物であることが判明した。現在の姿は、18世紀後半の状況に整備されているが、中世の加工痕を持つ主要材がよく残っており、改修の多い屋根周りについても、江戸時代初期の部材が残るなど、保存状態が良く、近世の修理経過を推測することができる。  また、同建物は組物のみが禅宗様であり、平の尾垂木を2本持つ形式で全国的にも類例が少ない。使用している木材も、社寺建築では使われにくい、サワグルミやヤナギ属が含まれる等興味深い。当初は瓦葺きであったと推定されており、後にこけら葺き、後に鉄板葺きになり、令和の解体工事の際に銅板葺となった。仙台市内において中世にさかのぼる建造物は類例がなく、市内現存最古の建造物として貴重であるとともに、陸奥国分寺の中世からの歴史を今に伝える重要な木造建造物と評価され、重要である。この鐘楼堂は仙台市指定有形文化財に登録されている。

准胝観音堂
現在の准胝観音堂は、伊達吉村夫人の貞子が建立した小堂を、諸願成就の御礼として貞子が准胝観音像を寄付したことを受けて、延享2年（1745年）に息子の伊達宗村が再建したものである。堂は、前記の石碑をそのままに覆う形で建てられた。宝形造で、屋根は本瓦葺。方2間に1間の向拝を付し、周囲に縁を巡らす。全体は朱塗で彩られている。周辺が整備される前には、観音堂の周りに心ヶ池があり、オタマジャクシやヒルが多かったという。現在、本尊は秘仏となっており、内部に納められている石碑が建立された日付にちなみ、毎年三月三日に御開帳を行っている。この准胝観音堂は仙台市登録有形文化財に登録されている。

古代寺院の塔跡は、礎石の一部がそのまま地表に露出して、古代の塔跡と正しく伝えられていた。塔の近く、薬師堂の東には白山神社があった。建物の規模は薬師堂より小さいものである。
以上の寺院空間を囲むようにして、東に学頭坊、西に別当坊、南東に院主坊があった。門前から西に向かう道路の両側には、その他22の坊が配置された。僧侶が起居したのはこれらの僧坊であった。
江戸時代にはさらに西に足軽屋敷があって仙台の城下町に続いた。他の三方は人家がまばらで、畑になっていた。明治時代に多くの坊が廃れ、西にある別当坊だけが残った。国分寺の本堂は薬師堂の西、以前からの別当坊の地に建てられた。20世紀後半に急速に宅地化が進み、21世紀初めの現在、周囲は住宅地となっている。

### 近世の院・坊
- 学頭坊
- 別当坊
- 院主坊
- 馬場本坊
- 東大門坊
- 西大門坊
- 極楽坊
- 杉本坊
- 桜岡坊

- 富岡坊
- 西中坊
- 泉岡坊
- 梅下坊
- 井上坊
- 池上坊
- 東中坊
- 橋本坊
- 善林坊

- 水上坊
- 竹内坊
- 窪之坊
- 常楽坊
- 泉崎坊
- 大宝坊（大法坊）[91]
- 吉窪坊

### 寺伝による十八伽藍
複数並べた名は、初めが准胝観音堂の縁起にある表記、後は『封内風土記』にあるもの。ただし、最後の2つは准胝観音堂の縁起に見えない。リンクは個々の堂に関する項目ではなく、原則としてそれが祭る神仏に対するもの。堂についてウィキペディアが独立した項目を持つ場合には、矢印の右に示す。
- 白山大権現（白山宮） → 白山神社 (仙台市)
- 熊野三社権現（熊野権現）
- 山王大権現（山王権現）
- 八幡大菩薩（八幡宮）
- 伊勢太神宮（神明宮）
- 天満自在天神（天満宮）
- 諏訪大明神
- 仁王伽藍神（二王）
- 弁才天女宮（弁財天）
- 貴布禰明神（貴船明神）
- 阿弥陀如来
- 準胝観音薩埵 → 准胝観音堂 (仙台市)
- 稲荷大明神
- 法領大権現（法領権現）
- 尼寺正観世音菩薩（奥の院正観音） → 陸奥国分尼寺
- 牛頭天王
- 伽藍神
- 大士

## 文化財

### 重要文化財（国指定）
- 陸奥国分寺薬師堂（附 厨子1基、棟札1枚）（建造物） - 江戸時代、慶長12年（1607年）の建立。明治36年（1903年）4月15日指定[84][93][94]。

### 国の史跡
- 陸奥国分寺跡 - 大正11年（1922年）10月12日指定[95][96]

### 国の名勝
- おくのほそ道の風景地「木の下及び薬師堂」- 平成27年（2015年）3月10日指定[42]

### 宮城県指定文化財
- 有形文化財
  - 陸奥国分寺薬師堂仁王門（建造物） - 江戸時代、慶長12年（1607年）の建立。昭和50年（1975年）4月30日指定[86][97]。
  - 木造十二神将立像 12躯（彫刻） - 鎌倉時代の作。昭和34年（1959年）8月31日指定[58][59]。
  - 木造不動明王立像 1躯（彫刻） - 鎌倉時代の作。昭和50年（1975年）4月30日指定[60][61]。
  - 木造毘沙門天立像 1躯（彫刻） - 鎌倉時代の作。昭和50年（1975年）4月30日指定[62][63]。
不動明王像・毘沙門天像・十二神将像は、その様式から鎌倉時代前期に一具の像として造立されたと推定される[98]。十二神将像の12躯は像高96.3センチメートルから108.3センチメートル、不動明王像は116.2センチメートル、毘沙門天像が116.0センチメートルで、2像は十二神将像より少し大きい[99]。材はケヤキかカツラと推測される。体幹部を前後に割り、乾燥によるひび割れを防止するため中を抉ってから合わせられている。十二神将は頭の上に十二支の動物の小像を載せて飾りとするが、取り付けが乱雑と見られる箇所もあり、後から付け加えられた可能性が指摘される[100]。表面観察からは、何度か一斉に修理を受けており、製作当時は武具の金属面を黒漆塗り、その他を彩色したと見られている[101]。

### 仙台市指定文化財
- 有形文化財
  - 銅造薬師十二神将像掛額 1面（工芸品）
江戸時代の作。薬師堂外陣の長押の上に掛けられた十二神将の額。縦158.0センチメートル、横31.0センチメートル。昭和51年（1976年）7月1日指定[102]。
  - 芭蕉句碑（歴史資料）
江戸時代、天明2年（1782年）の建立。松尾芭蕉が仙台滞在中に仙台俳人の北野加之に感謝を込めて詠じた歌を、のちに駿河俳人の山南官鼠が句碑として残したもの。高さ196センチメートル、幅54センチメートル。昭和51年（1976年）7月1日指定[103]。
  - 大淀三千風供養碑（歴史資料）
江戸時代の建立。伊勢俳人の大淀三千風が仙台に滞在して俳諧指導などを行なったことを記念して、弟子の万水堂朱角が建てた供養碑。高さ97センチメートル、幅41センチメートル。昭和51年（1976年） 7月1日指定[104]。
  - 陸奥国分寺鐘楼（建造物） - 室町時代の建立。令和5年(2023年) 3月29日指定[105]。

### 仙台市登録有形文化財
- 陸奥国分寺准胝観音堂（建造物） - 江戸時代、延享2年（1745年）の建立。平成7年（1995年）9月5日登録[90]。
- 木造日光菩薩・月光菩薩立像 2躯（彫刻） - 江戸時代、正保2年（1645年）の作。平成9年（1997年）3月25日登録[57]。

### 史料
- 『日本三代実録』、延喜元年（901年）。黒板勝美『新訂増補国史大系（普及版）日本三代実録』、吉川弘文館、初版1934年、普及版1971年。
- 『奥州宮城郡金光明四天王護国山国分寺縁起』。成立年代不明だが、文面から国分盛重の再興より後、伊達政宗による再興より前である。『伊達家治家記録』に引用される。黒沢泰輔『陸奥国分寺』に収録。
- 実政泰音『護国山国分寺来由記』、享保2年（1717年）。実政は大崎八幡神社の別当寺龍宝寺の第25世。陸奥国分寺の学頭坊の照海、別当坊の寛海、院主坊の運斉に請われて書いたと記す。全文を黒沢泰輔『陸奥国分寺』に収録。
- 実政泰音『奥州国分寺縁起』、享保2年（1717年）2月。『護国山国分寺来由記』と同年で内容もほぼ同じだが、来由記が漢字かな混じりであるのに対し、こちらは漢文である。仙台藩主伊達吉村の依頼で書かれた。黒沢泰輔『陸奥国分寺』に収録。
- 田辺希文『封内風土記』、宝暦13年（1763年）。平重道・監修『複刻版仙台叢書封内風土記』、宝文堂、1975年。その初版は鈴木省三・編『仙台叢書封内風土記』、仙台叢書刊行会、1893年。
- 実源『国分寺別当来由記』、明和9年（1772年）龍集壬辰秋9日。実源は龍宝寺の第34世。伊達重村の依頼で書かれた。黒沢泰輔『陸奥国分寺』に収録。
- 作者不明『残月台本荒萩』。鈴木省三編『仙台叢書』第1巻、仙台叢書刊行会、1922年に所収。
- 寛海高山『七倶胝仏母準胝観音大士堂蔵修縁起外紀』、延享4年（1747年）。准胝観音堂修造の2年後に国分寺学頭の寛海が記した縁起。小倉博「木の下国分寺準胝観音堂調査記」（『仙台郷土研究』2巻9号）に収録。
- 平重道・編『伊達治家記録』五、宝文堂、1974年。

### 基本文献
- 『宮城県百科事典』、河北新報社、1982年
- 『日本歴史地名大系 宮城県の地名』、平凡社、1987年
- 『図説日本の史跡 5 古代2』、同朋舎出版、1991年

### 調査・研究
- 石橋幸作『駄菓子のふるさと』、未來社、1961年。
- ― 『駄菓子風土記』、製菓実験社、1965年。
- 伊東信雄「陸奥国分寺跡の発掘」、『古代東北発掘』、学生社、1973年。初出は『河北新報』1959年9月18日から10月5日。
- 大塚徳郎「古代および中世の宮城県」、東北大学教育教養学部歴史研究質地域社会研究会『宮城県の地理と歴史』第2巻、東北大学教育教養学部歴史研究質地域社会研究会、1956年。
- 小倉強『増補宮城県の古建築』、宝文堂、1977年。初版『宮城県の古建築』は1968年発行。
- 小倉博「木の下国分寺準胝観音堂調査記」、『仙台郷土研究』2巻9号、1937年9月。
- 小野寺正人「旧城下の祭りと信仰習俗」、仙台市史編さん委員会『仙台市史』特別編6（民俗）、仙台市、1998年。
- 加藤孝「考古学上よりみた宮城県」、東北大学教育教養学部歴史研究質地域社会研究会『宮城県の地理と歴史』第2巻、東北大学教育教養学部歴史研究質地域社会研究会、1956年。
- 黒沢泰輔『陸奥国分寺』、国分寺、1963年。
- 菅野正道「秋田県公文書館所蔵『国分文書』」、『市史せんだい』、第5号、1995年。
- 酒井昌一郎「陸奥国分寺の不動明王・毘沙門天・十二神将」、『仙台市博物館調査研究報告』第23号、2002年。
- ― 「陸奥国分寺の仏像　主に表面仕上げのデータから」、『仙台市博物館調査研究報告』第27号、2006年。
- 坂田泉「みちのく古寺再現」、渡辺信夫・編『宮城の研究』第2巻、清文堂出版、1963年。
- 佐々久「仏像彫刻」、宮城県史編纂委員会『宮城県史』第13巻（美術建築）、宮城県史刊行会、1980年。復刻版はぎょうせいの発行より、1987年。
- 佐藤雅也「近代仙台における庶民の生活暦」(2)、仙台市教育委員会・仙台市歴史民俗資料館『足元からみる民俗(15)』（調査報告書第25集）、2007年。
- 鈴木省三『仙台風俗志』、1937年。鈴木省三・著、青木大輔・中山栄子・編『仙台風俗志（全）』、歴史図書社、1977年に収録。
- 仙台市史続編編纂委員会『仙台市史』続編第2巻（経済文化編）、仙台市、1969年。
- 仙台市史編さん委員会『仙台市史』通史編2（古代中世）、仙台市、2000年。
- ― 『仙台市史』通史編3（近世1）、仙台市、2003年。
- ― 『仙台市史』通史編4（近世2）、仙台市、2003年。
- ―  『仙台市史』資料編1（古代中世）、仙台市、1995年。
- 田村昭『仙台のバス停物語』第1巻、宝文堂、1996年。
- 東北歴史資料館『名取新宮寺一切経調査報告書』、東北歴史資料館、1980年。
- 豊田武・編『東北の歴史』上巻、吉川弘文館、第4版、1973年。
- 豊村幸宏「国分寺東遺跡発掘調査報告書」、仙台市教育委員会『国分寺東遺跡他発掘調査報告書』（仙台市文化財調査報告書第266集）、仙台市、2003年。
- 松本源吉「陸奥国国分僧寺七重塔礎石の研究」、『仙台郷土研究』2巻6号、1932年6月。
- 松本清一「史跡陸奥国分寺跡」、仙台市教育委員会『仙台平野の遺跡群VI　昭和61年度発掘地調査報告書』（仙台市文化財調査報告書第97集）、1987年3月。
- 陸奥国分寺「宮城県指定有形文化財陸奥国分寺薬師堂仁王門の修復」、2006年10月。仁王門の裏に付けられた解説の銅版。
- 三原良吉「仙台民俗誌」、仙台市史編纂委員会『仙台市史』第6巻（別篇4）、仙台市役所、1952年。復刻版は萬葉堂書店、1975年。
- 山本金次郎・編『宮城県名勝地誌』、宮城県教育会、1931年。
- 吉岡一男『仙台の三十三観音』、広研出版部、1983年。